# پارک‌ریج (ایلینوی)
پارک‌ریج، ایلینوی (به انگلیسی: Park Ridge, Illinois) یک شهر در ایالات متحده آمریکا با جمعیت ۳۷٬۴۸۰ نفر است که در ایلی‌نوی واقع شده‌است.